# 飛太刀流
飛太刀流（ひたちりゅう）は、薩摩藩で伝承された剣術の一派。常陸流とともに太刀流の分派である。
太刀流の田中傑山の高弟のうち何人かは技や型を若干変えることで独立したが、小野郷右衛門昌明や大脇主右衛門政信が称したのが飛太刀流である。
幕末の師範に小野郷右衛門（上記郷右衛門の子孫）がおり、近藤勇を捕えたことで有名な有馬藤太はその高弟。